# Andreas Voutsinas
Andreas Voutsinas (griechisch Ανδρέας Βουτσινάς, * 22. August 1932 in Khartoum, Sudan; † 8. Juni 2010 in Athen, Griechenland) war ein griechischer Schauspieler und Regisseur.

## Leben
Voutsinas Eltern stammten aus Kefalonia. Er absolvierte ab 1957 eine Schauspielausbildung am Actors Studio in New York, wo er unter anderem bei Lee Strasberg Unterricht hatte. Voutsinas arbeitete in den 1950er und 1960er Jahren als Schauspieler und Regisseur am Broadway in New York. 1958 spielte er am ANTA Playhouse die Rolle des Eliphaz in dem Theaterstück J.B. von Archibald MacLeish. 1962 führte er Regie bei der Komödie The Fun Couple mit Jane Fonda. 1967 trat er dann noch am Longacre Theatre in The Natural Look von Leonora Thuna als Partner von Gene Hackman, Jerry Orbach und Brenda Vaccaro auf.
Besondere Bekanntheit als Filmschauspieler erlangte Voutsinas als Darsteller in den Filmkomödien von Mel Brooks. So übernahm er die Rolle des homosexuellen Lebensgefährten und Mitbewohners („Common-Law-Assistent“) Carmen Ghia in Brooks’ Filmkomödie Frühling für Hitler. Die Rolle hatte er auf Empfehlung von Anne Bancroft, einer guten Freundin und Schauspielkollegin, die er von der gemeinsamen Zeit beim Actors Studio kannte, und damaligen Lebensgefährtin von Mel Brooks, erhalten. Unter der Regie von Mel Brooks spielte er auch in dessen Filmen Zwölf Stühle (1970) und Mel Brooks – Die verrückte Geschichte der Welt (1981).
1969 war er mit Suzy Kendall in dem Kriegsdrama Fräulein Doktor von Alberto Lattuada zu sehen, 1971 dann gemeinsam mit La Polaca als Alvarez in dem Abenteuerfilm Die Rum-Straße. Voutsinas ließ sich 1968 dauerhaft in Frankreich nieder und übernahm Rollen in mehreren französischen Filmen. 1988 spielte er einen Priester in Luc Bessons Film Im Rausch der Tiefe, 1993 einen Regisseur in Die kleine Apokalypse von Costa-Gavras. Der französische Kulturminister Jack Lang verlieh ihm 1986 die Auszeichnung Chevalier de l’ Ordre national du Mérite und 1992 die Auszeichnung Commandeur de l’Ordre des Arts et des Lettres.
In den 1990er Jahren arbeitete Voutsinas wieder verstärkt für Kino und Fernsehen in Griechenland. Er war dort unter anderem in der Filmkomödie Gynaikes dilitirio, in der Fernsehserie Prova nifikou und in einer Gastrolle in der Komödie Safe Sex als Casting-Director zu sehen.
Als Regisseur leitete Voutsinas im Verlaufe seiner Karriere über 130 Aufführungen. In Frankreich inszenierte er unter anderem Elektra von Jean Giraudoux (1971 beim Theaterfestival von Bellac), Geschlossene Gesellschaft (1976 am Théâtre Gérard Philipe, Paris), Die Nacht des Leguan (1977 am Théâtre des Bouffes du Nord mit Natasha Parry), Fräulein Julie (1983 Théâtre Édouard VII, Paris), Verbannte (1984 am Théâtre du Rond-Point, Paris) und  Stücke von Sam Shepard und Tom Stoppard. Er inszenierte  auch am Nationaltheater in Thessaloniki, beim Athener Theaterfestival und beim Festival von Epidauros (1982 Helena von Euripides).
Voutsinas arbeitete auch als Schauspiellehrer und leitete Schauspielworkshops am Theatre Des Cinquante in Paris. Er arbeitete als Schauspielcoach unter anderem mit Anne Bancroft, Faye Dunaway und Warren Beatty.
Er starb am 8. Juni 2010 in einem Athener Krankenhaus.

## Filmografie (Auswahl)
- 1963: Preston  & Preston (The Defenders, Fernsehserie, 1 Folge)
- 1968: Frühling für Hitler (The Producers)
- 1969: Fräulein Doktor
- 1970: Zwölf Stühle (The Twelve Chairs)
- 1971: Die Rum-Straße (Boulevard du Rhum)
- 1981: Mel Brooks – Die verrückte Geschichte der Welt (History of the World: Part I)
- 1988: Im Rausch der Tiefe (Le grand bleu)
- 1993: Die kleine Apokalypse (La petite apocalypse)
- 1993: Gynaikes dilitirio
- 1995: Prova nifikou (Fernsehserie)
- 1998: Safe Sex